# Инцидент в Фынтына-Албэ
Инцидент в Фынтына-Албэ, также известный как Резня в Фынтына-Албэ (рум. Masacrul de la Fântâna Albă) — трагедия, случившаяся 1 апреля 1941 года в селе Белая Криница (рум. Fântâna Albă) Черновицкой области Украинской ССР.
По заявлениям властей Румынии и Молдавии, 3000 человек, пытаясь пересечь государственную границу СССР и Румынии, были застрелены советскими пограничниками. Официальные данные архивов КГБ говорят только о 48 убитых гражданах, но румынские власти, основываясь на показаниях выживших свидетелей, утверждают о многочисленных жертвах, с которыми расправлялись особо жестокими методами, и о массовых арестах и депортациях, проведённых НКВД.

## Предыстория

Раздел территории Буковины

В июне 1940 года к СССР были присоединены Бессарабия и Северная Буковина, ранее входившие в состав Румынии. Военное и политическое руководство румынских территорий вынуждено было покинуть земли, которые потом вошли в состав Советской Молдавии. Часть семей целиком и полностью оказались на территории СССР, получив советское гражданство, однако часть семей оказалась разделённой новой границей. В связи с этим многие члены семей пытались пересечь границу, как с разрешения советских и румынских пограничников, так и без этого разрешения. Охраной советско-румынской границы занимался 97-й Черновицкий пограничный отряд НКВД, контролировавший участок протяжённостью в 7,5 км к югу от Черновцов (он же принял первые бои в начале Великой Отечественной войны против румынских и немецких войск).
Через территорию, охраняемую 97-м погранотрядом, границу пересёк нелегально 471 человек — уроженцы населённых пунктов Герца, Глыбока, Путила и Сторожинец. Из более отдалённых местечек Черновицкой области (Вашковцы, Заставна, Новоселица и Садгора) через советско-румынскую границу перешли 628 человек. Считается, что за первый год пребывания Северной Буковины в составе СССР эту территорию покинули 7 тысяч человек, уехав в Румынию. Советские власти относились к подобным переходам через границу настороженно, расценив ряд перешедших границу как потенциальных шпионов Румынии в преддверии грядущей войны. 1 января 1941 года 97-й погранотряд составил список, куда вошли 1085 человек, сбежавших через границу или планировавших туда сбежать (другой список от 7 декабря 1940 года насчитывал 1294 человека).
19 ноября 1940 года 105 человек из деревни Сучевень, вооружённые 20 ружьями, решили перейти советско-румынскую границу. При попытке перехода они устроили перестрелку с советскими пограничниками: 3 человека были убиты, пятеро ранены, двое арестованы. Вместе с ранеными оставшиеся в живых граждане перешли в деревню Радовцы на территории Румынии. На следующий день родственников всех 105 человек выселили из деревни. Но случаи побегов продолжались: в Румынию перебрались жители деревень Махала, Острица и Гореча в январе 1941 года, а в ночь на 6 февраля массовый переход решили совершить около 500 человек из деревень Махала, Котул-Острица, Буда, Сировцы, Гореча-Урбана и Острица. Утром в 6:00 завязалась очередная перестрелка: группа зачинщиков во главе с Н.Мертикаром, Н.Никой и Н.Исак были убиты, около 57 человек выбрались в деревню, 44 человек были арестованы и отданы под суд. Из осуждённых 12 человек были расстреляны по приговору военного трибунала Киевского военного округа, 32 человека получили 10 лет лишения свободы и 5 лет поражения в гражданских правах. По румынским данным, утром 6 февраля советскими пограничниками было убито до трети беженцев.

## Трагедия
3 тысяч человек из деревень Петровцы-де-Сус, Петровцы-де-Жос, Купка, Корчешть и Сучевень, неся белые флаги и религиозную атрибутику, направились к румынской границе. Ряд из них заявляли, что советские власти якобы разрешили им перейти румынскую границу. На границе их встретили советские пограничники НКВД, потребовав остановиться. Получив отказ, сотрудники НКВД начали стрельбу. Согласно советским данным, число убитых составило 44 человека (17 из Петровцы-де-Йос, 12 из Трестян, 5 из Купки и Сучевени, 3 из Петровцы-де-Сус, 2 из Опришени). Однако выжившие утверждали, что жертв было много больше: были убиты женщины, дети и старики. Опознаны следующие убитые:
- Карапчов: Николай Кодубан, Козьма Опаиц, Георгий Опаиц, Василий Опаиц, Козьма Товарницкий, Георгий Товарницкий, Василий Товарницкий
- Купка: Иван Бельмега, Иван Газа, Аркадий Плеван, Михаил Цугуй
- Дымка: Николай Древарюк, Пётр Кимбру, Василий Кимбру, Пётр Яну
- Сучевены: Драгош Бостан, Татьяна Липастян, Георгий Сидоряк, Константин Сучевян
- Йорданешты: Дмитрий Галац, Иван Галац, Николай Галац, Дмитрий Опаиц, Константин Молнар
- Нижние Петровцы: Захария Бойчу, Ана Феодоран, Георгий Феодоран, Николай Феодоран, Фёдор Феодоран, Матфей Гаврилюк, Иван Пэтрэчяну, Стеван Павел, Рахиль Пожога
- Верхние Петровцы: Константин Кучуряну, Георгий Моцок, Аркадий Урсулян
- Другие сёла: Иван Коблюк, Пётр Косташ, Иван Гудима, Пётр Палахнюк

Румынские власти утверждают со ссылкой на Национальный архив Бухареста, что жертв было больше и что нападение было спланировано советскими пограничниками: они приводят показания свидетелей о более чем 200 или даже 2000 жертвах, убитых из стрелкового оружия, и множестве раненых, которых якобы добивала кавалерия саблями. Некоторых выживших привязывали к лошадям и волокли к месту, где были вырыты пять ям: туда бросали и убитых, и ещё живых, заживо хороня. Других отправили в Глыбоку на допрос, где многие погибали после пыток, а оттуда часть человек отвозили на еврейское кладбище, куда бросали и хоронили заживо, заливая гашёную известь. По мнению Аурелиана Кэрунту, в тот день было убито не 2 тысячи, а 7 или даже 15 тысяч человек. Свидетелем тех событий является Георгий Михалюк 1925 г.р. (учитель на пенсии), который опубликовал книгу «Помимо сказанного» в 2004 году и описал случившееся как «бойню», «геноцид» и «резню».

## Память
- Румынские власти считают трагедию в Фынтына-Албэ репрессией против румынского народа, организованной советскими властями, и требуют от России и Украины извинения за совершённые действия[8]. Украина только с 2000 года подключилась к изучению фактов: тогда же прошла первая поминальная служба за упокой этнических румын, погибших при переходе советско-румынской границы[5].
- В Молдавии ежегодно проводятся памятные мероприятия на годовщину трагедии: молдавские активисты каждый год собираются перед посольством России с требованием принести извинения и признать вину в гибели мирных граждан[9].
- В Румынии с 2014 года отдельные националистические организации требуют от властей официально провести расследование событий в Фынтына-Албэ. До 1989 года в Румынии также запрещалось обсуждать тему событий 1 апреля 1941 года[10].